# Batalion Szkolny Saperów Kolejowych
Batalion Szkolny Saperów Kolejowych (baon szk. sap. kol.) – pododdział saperów Wojska Polskiego.
Batalion szkolny saperów kolejowych został sformowany w 1926 roku w Jabłonnie. Prekursorem baonu szkolnego saperów kolejowych był batalion szkolny saperów kolejowych działający w latach od 1919 do 1920 w Krakowie.
W maju 1921 roku założono w Jabłonnie Obóz Wyszkolenia Wojsk Kolejowych, który został wkrótce przemianowany na Obóz Szkolny Wojsk Kolejowych.
W październiku 1926 roku Obóz Szkolny Wojsk Kolejowych został zlikwidowany i utworzono batalion szkolny saperów kolejowych, który istniał do roku 1929. W latach 1921–1929 prowadzono w Obozie Szkolnym Saperów Kolejowych, a następnie w batalionie szkolnym saperów kolejowych kursy doszkolenia dla oficerów i podoficerów oraz kursy Szkoły Podchorążych Rezerwy Saperów Kolejowych.

## Kadra batalionu
- ppłk inż. Edmund Czayka
- kpt. Szczepan Kulma
- kpt. Jan Goellner
- kpt. Marian Adamowicz
- por. Marian Bronisław Mieczysław Jabłoński
- por. Elidjusz Bronisław Gliński
- por. Otto Skurski[5]